# Zendik Cars
Die Zendik Cars Ltd. war ein britischer Automobilhersteller, der von 1913 bis 1914 in Kingston-upon-Thames (Surrey) ansässig war.
Gefertigt wurde ein Cyclecar, das von einem V2-Motor von Chater-Lea mit 8 bhp (5,9 kW) angetrieben wurde.